# Wacław Borowski
Wacław Borowski (6 tháng 8 năm 1885 - 9 tháng 4 năm 1954) là một họa sĩ và nghệ sĩ trang trí người Ba Lan. Ông là tác giả thiết kế tờ tiền 20 złoty Ba Lan năm 1936.

## Tiểu sử
Borowski học vẽ tại Học viện Mỹ thuật ở Kraków dưới sự hướng dẫn của họa sĩ Józef Mehoffer, một trong những đại diện của phong trào Ba Lan trẻ. Ông sống ở Paris (1909–1913) để sao chép các tác phẩm của những bậc tiền bối huyền thoại tại Louvre. Sau đó, ông tiếp tục đến Ý để nghiên cứu tác phẩm của những bậc thầy thời kỳ Phục hưng. Năm 1920, Borowski trở thành chiến sĩ tình nguyện cho lực lượng Ba Lan trong cuộc Chiến tranh Nga-Ba Lan (1919-1921). Ông cũng tham gia các cuộc thi nghệ thuật tại Thế vận hội Mùa hè 1932.

## Tranh tiêu biểu

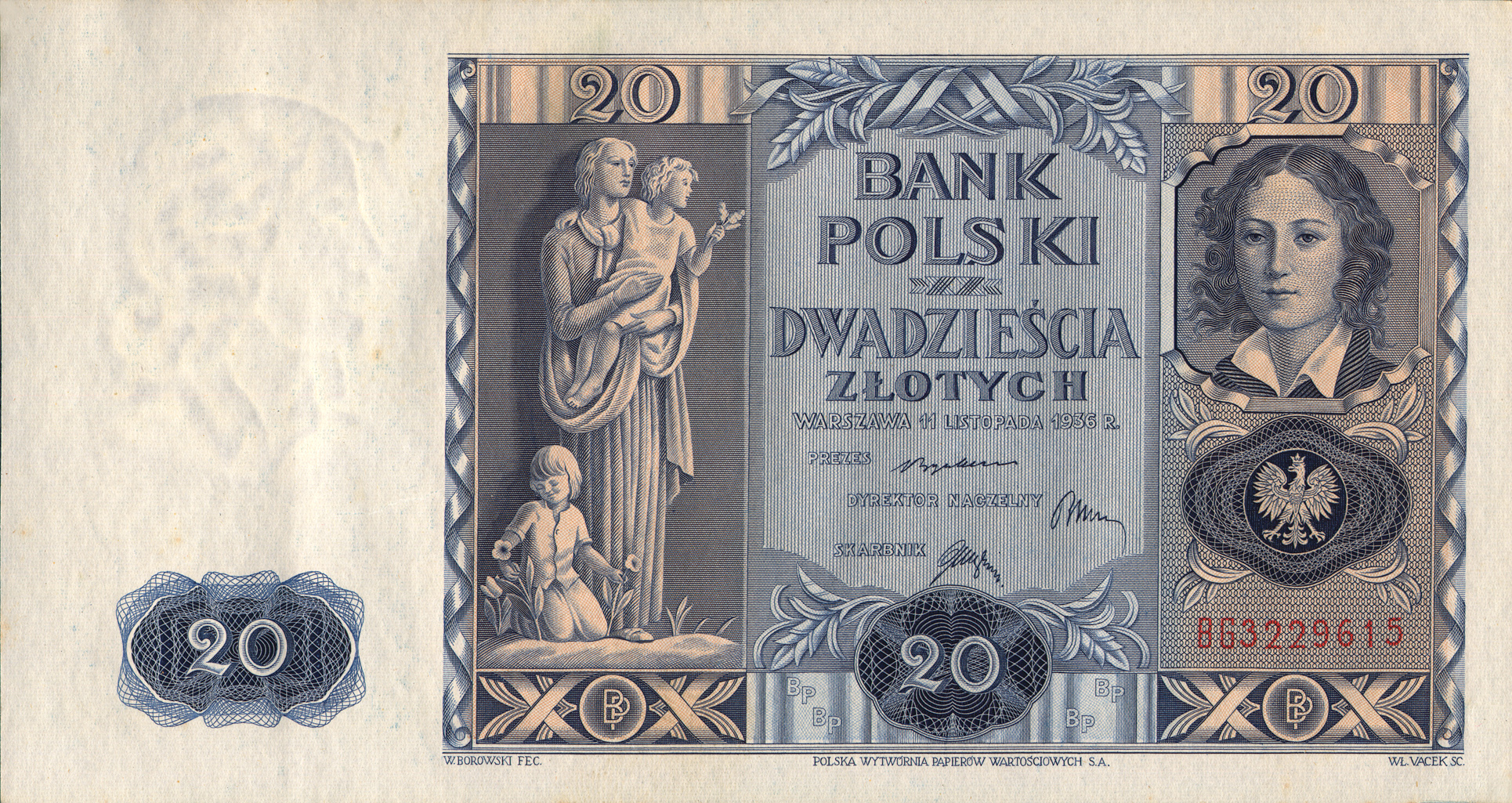
Tờ tiền 20 złoty Ba Lan năm 1936 do Wacław Borowski thiết kế

Những bức tranh tiêu biểu của nghệ sĩ bao gồm:
- Diana (1929)
- Martwa natura z draperią (1930)
- Łuczniczka (1931)
- W pracowni (1932)
- W lesie (1932)
- Młodość (1932)